# بید علفی هرازی
بید علفی هرازی، علف خر هرازی (نام علمی: Epilobium colchicum) نام یک گونه (زیست‌شناسی) از سرده بید علفی است.